# Uovo di nefrite
L'Uovo di nefrite impero è una delle uova imperiali Fabergé, un uovo di Pasqua gioiello che l'ultimo Zar di Russia Nicola II donò a sua madre, l'imperatrice vedova Marija Fëdorovna.
Fu fabbricato nel 1902 a San Pietroburgo sotto la supervisione del gioielliere russo Peter Carl Fabergé della Fabergè.
Fino a poco tempo fa si pensava che fosse perduto, ma nel 2015, nel processo di ricerca, è stato autenticato con successo.

## Descrizione

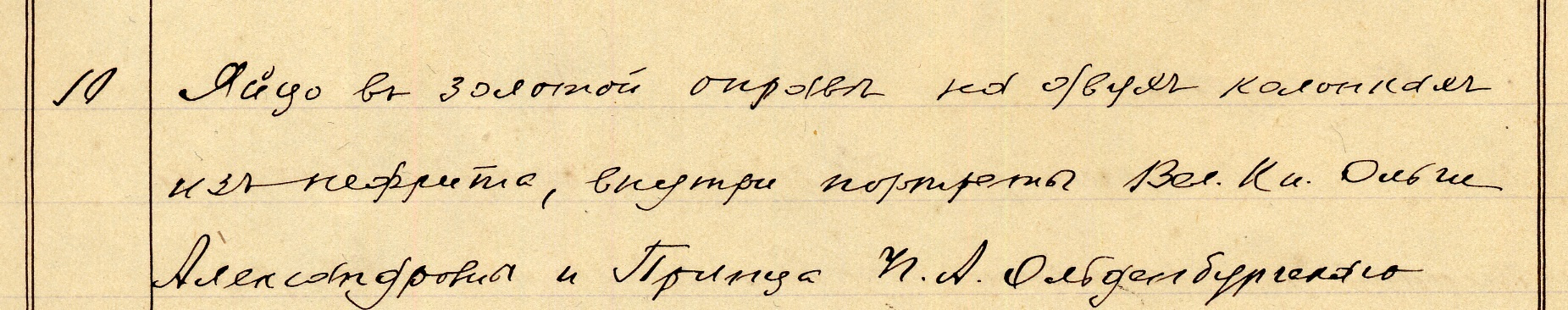
Descrizione dell'uovo nella lista degli oggetti del Palazzo di Gatčina stilata nel luglio 1917: "Uovo in un supporto d'oro posto su due colonne di nefrite, contenente ritratti della granduchessa Ol'ga Aleksandrovna e del principe Pietro Aleksandrovič di Oldenburg".

Le informazioni su questo prodotto fino all'inizio degli anni 2000 erano estremamente scarse e limitate principalmente a ipotesi e congetture. In realtà, solo l'anno di creazione dell'oggetto, il suo primo proprietario e il conto di acquisto erano noti. Questo uovo apparve ai ricercatori senza una miniatura all'interno, e dovevano scoprire il cui ritratto potrebbe essere raffigurato sulla miniatura. Nel 1922 fu scoperta la seguente voce: «un uovo di nefrite su una base d'oro e un ritratto dell'imperatore Alessandro III in un medaglione», che spinse uno dei proprietari del soggetto alla fine degli anni ' 90.inserire un ritratto di Alessandro III nella cornice. In parallelo, alcuni esperti hanno detto che nel 1935 a Londra ha esposto un certo numero di prodotti Fabergé, tra cui "un ritratto in miniatura di Alessandro III in una cornice di nefrite. Maestro Zengraph". Tuttavia, gli oggetti di cui sopra non erano un uovo "Impero".

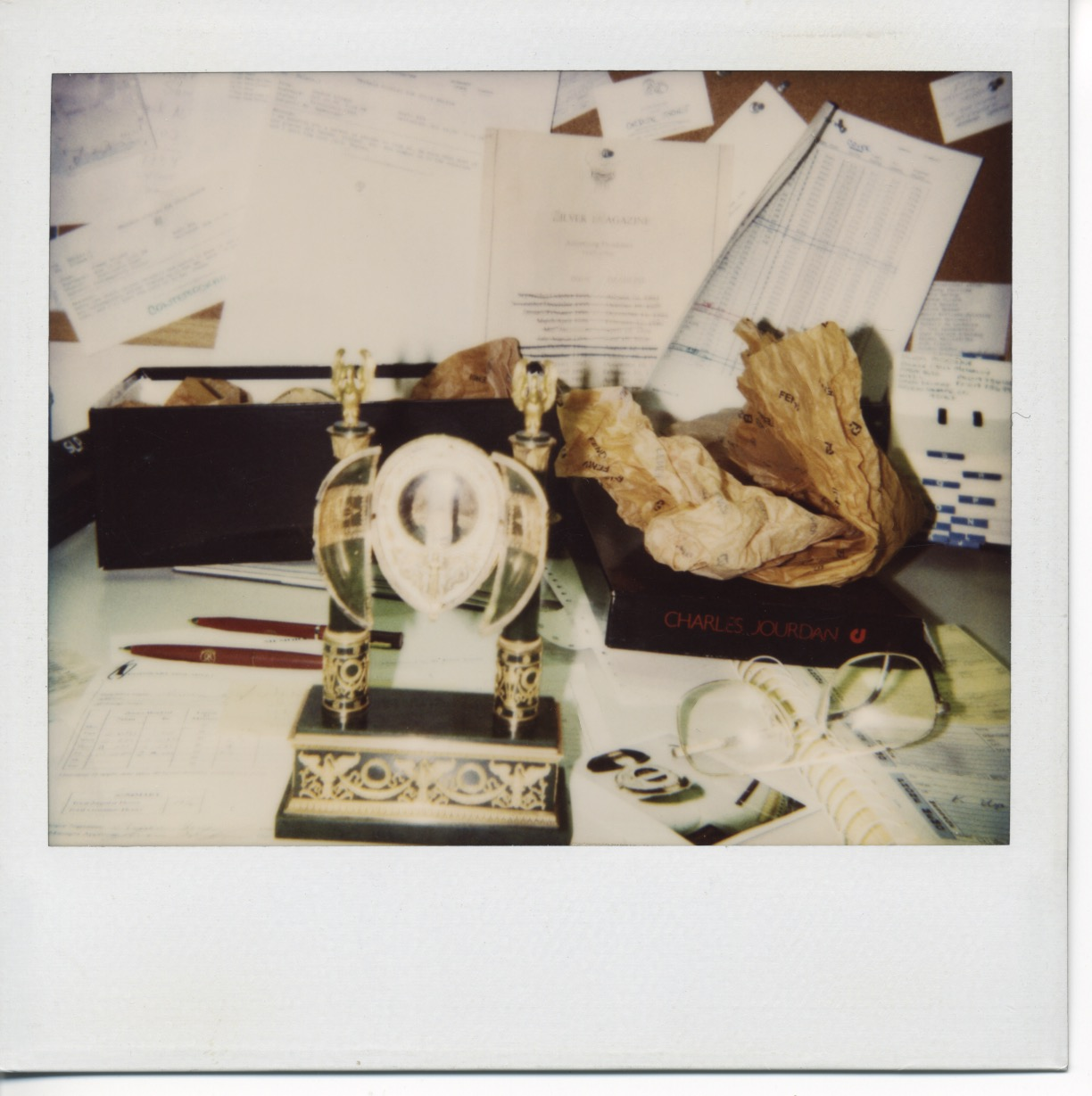
Una delle prime foto dell'uovo di Pasqua Imperiale "impero" a metà degli anni ' 90. La corona e la miniatura perdute sono visibili.

Per molti anni, gli esperti non potevano formare un'opinione inequivocabile su questo uovo di Pasqua, fino a quando nel 2015 nello studio del soggetto non si è verificato un vero e proprio passo avanti. Ciò è dovuto alla scoperta e allo studio di una fonte unica — «un elenco delle proprie cose Dell'imperatrice vedova Maria Fëdorovna, che era in custodia nel Palazzo di Gatchina» del 28 luglio 1917. Questo documento di 12 pagine descrive 150 diversi oggetti appartenenti all'imperatrice vedova Maria Fëdorovna, tra cui l'uovo di Pasqua Imperiale "Impero" del 1902 (al numero 10, nella seconda pagina del documento). La voce sul soggetto è la seguente: "un uovo in una cornice d'oro su due colonne di nefrite, all'interno ritratti condotto. Kn. Olga Aleksandrovna e il Principe P. A. Oldenburg». Questa descrizione è la più accurata attualmente disponibile. Così, il ritratto in miniatura di Alessandro III è stato visto come una sorpresa di uova erroneamente.
La versione è per questo regalo vedova imperatrice Maria Fëdorovna scelto è confermata dal fatto che nel 1901 fu un matrimonio di Olga Aleksandrovna e Pietro di Oldenburg. Questo evento è stato particolarmente importante per Maria Fëdorovna, poiché non voleva che la figlia più giovane lasciasse la Russia (nel caso del suo matrimonio con uno dei membri delle dinastie europee). Le uova di Pasqua di Fabergé di solito portavano un certo significato, commemorativo (per l'anniversario di un evento) o di un evento dello scorso anno. L'uovo è attualmente in una collezione privata a New York, negli Stati Uniti.